# 사주팔자

음양오행설의 그림

사주명리(四柱命理, Four Pillars of Destiny) 또는 사주팔자(四柱八字) 혹은 팔자명리(八字命理)는 사람이 태어난 시점에 연월일시 간지(干支, Sexagenary cycle)의 대해 탐구하여 타고난 운명(運命)을 살피거나, 또는 이에 근거하여 자연의 이치를 알아보는 학문을 말한다.
무속인들이 초자연적인 힘을 빌려 운과 명을 논하는 것과는 달리 학문적 연구와 분석을 통해 인생의 선천적 운명을 논하는데 사용하는 여러 운명학(運命學) 중에 가장 많이 쓰이고 있는 학문인 명리학(命理學)에서 사용하는 기초적인 명식(命式)이다. 철학관에서 학문적으로 볼 때 감명(鑑命)에 있어서 가장 기초적인 틀이라 할 수 있다.

## 개요

### 사주팔자
사주팔자(四柱八字)의 뜻을 문자 그대로 직역하여 사전적 의미로 살펴보면, 4개의 기둥과 여덟개의 글자라는 뜻을 가지고 있다. 의역하면, 통상 사람이 선천적으로 타고난 운(運)과 명(命)을 말하기도 한다. 태어난 시점에 각각 년월일시(年月日時)가 존재하는데 이때 천간(天干)과 지지(地支)가 조합을 이루어 하늘과 땅에 하나의 기둥을 이루게 되며 이를 각각 년주(年柱), 월주(月柱), 일주(日柱), 시주(時柱)라 하고, 운명을 지탱하는 4개의 기둥이라 하여 사주(四柱)라 부른다.
또한 사주(四柱)가 구성하고 있는 글자의 수가 모두 8개이기에 팔자(八字)라 부르게 되었다. 이 두개를 조합하여 사주팔자(四柱八字)라 부르고 인간의 타고난 운명(運命)을 살피는 기초로 삼고 있다. 사주팔자(四柱八字)란 용어는 같은 뜻을 가진 사주(四柱)와 팔자(八字)라는 단어가 의미 중첩되어 구성된 말이다.
사주팔자(四柱八字)의 기본 틀을 기초로 하여 대운(大運)의 흐름을 살펴서 타고난 선천적 운명과 후천적 운을 알기 위해 탐구하는 학문을 명리학(命理學) 또는 추명학(推命學) 등으로 부르며, 타고난 사주팔자(四柱八字)의 기본 구조는 만세력(萬歲曆)을 통하여 알 수 있다. 요즘은 인터넷에 디지털화 되어 있는 무료 만세력이 있으므로 쉽게 알 수 있다.
사주 네기둥의 명식을 뽑을때, 년과 월의 변화는 24절기가 기본적인 기준으로 하는데, 학문마다 그 기준에 차이가 있으며, 일과 시의 경우에는 하루를 24시간이 아니라 12시간으로 나누고 이것에 다시 야자시(夜子時)와 조자시(朝子時) 등의 개념을 도입하기도 하므로 다소 복잡성이 있다. 쌍둥이의 사주에 경우에 만세력을 기초로 하여 뽑은 사주를 기준으로 하여 동생의 사주는 별도로 산출하는 방법이 존재한다. 사주팔자 원국의 시간만 다르게 하여 첫 번째로 태어난 아이는 태어난 시간을 그대로 쓰고, 그 동생의 경우 태어난 시간의 다음 시간을 쓰는 방법이 가장 보편적이다.

### 운명분석
사주팔자(四柱八字)와 이에 따른 대운(大運)을 살펴서 운명을 논한다. 사주 원국으로는 사람 됨됨이, 직업, 부귀빈천(富貴貧賤)의 고저, 인품과 그릇의 크기 등을 살피고 대운(大運)으로는 길흉성패(吉凶成敗)와 화복(禍福)의 정도를 논한다. 월지(月支)를 기준으로 하여 격국(格局)을 찾아 그 구성됨의 훌륭함을 따져 사주의 격(格)의 우수함을 보고 부귀빈천(富貴貧賤)의 고저 등의 기초적인 사항을 파악한다. 또한 사주팔자(四柱八字)를 구성하고 있는 각 오행간 세력의 강약은 월지(月支)를 기초로 상생상극(相生相克)의 법칙에 입각하여 살핀 후, 전체 오행(五行) 대 일간(日干) 사이에 힘의 균형을 보고 사주의 강약(强弱)에 따라 용신(用神)과 기신(忌神) 등을 찾는다. 이것을 대운(大運)과 대조하여 인생사에서 추구하는 일들의 길흉성패(吉凶成敗)의 기초적인 것들을 살피면 된다. 이 밖에도 육친(六親, 십성)과 신살(神殺), 형충회합을 살펴서 종합적으로 감명(鑑命)을 한다. 방대한 양을 이해하고 암기하여 이를 숙달 시킨 후 종합적이고 복합적인 판단을 해야 운명감정시 오류를 줄일 수 있다.

### 조선시대
조선시대 경국대전에 나타난 과거시험 분류를 보면 중인계급이 응시하는 잡과(雜科)가 있다. 요즘식으로 말하면 전문 기술직이다. 그 잡과 가운데 음양과가 있다. 천(天) · 지(地) · 인(人), 삼재(三才) 전문가를 선발하는 과거가 음양과다. 세분하면 천문학, 지리학, 명과학(命課學)으로 나누고, 초시와 복시 2차에 걸쳐 시험을 보았다. 3년마다 초시에서 천문학 10명, 지리학과 명과학은 각각 4명을 뽑고, 최종 단계인 복시에서 5명, 2명, 2명으로 뽑았다. 지리학은 풍수지리, 명과학은 사주팔자에 능통한 자였다.
명과학 시험과목을 보면 원천강(袁天綱), 서자평(徐子平), 응천가(應天歌), 범위수(範圍數), 극택통서(剋擇通書), 경국대전 등이다. 가장 대표적인 과목은 〈서자평의 연해자평〉으로 서자평은 900년대 사람인데, 서자평의 명리학은 왕실과 소수 귀족 사이 유통되는 비밀스런 학문이었다. 때문에 외국으로 쉽게 반출되지 않고 고려 말에 들어온 듯하다. 명과학 교수는 왕자 사주팔자를 모두 알고 있어 대권의 향방에 관한 일급 정보를 갖춘 셈이다. 따라서 어의(御醫)와 더불어서 역모에 관련되는 일이 많았던 매우 위험한 직책이기도 했다. 민간에서 결혼할 때 신랑의 사성(四星-사주팔자)을 한지에 적어서 신부집에 보내는 풍습이 있다.

## 간지
천간은 갑(甲)·을(乙)·병(丙)·정(丁)·무(戊)·기(己)·경(庚)·신(辛)·임(壬)·계(癸)의 10가지이고, 지지는 자(子)·축(丑)·인(寅)·묘(卯)·진(辰)·사(巳)·오(午)·미(未)·신(申)·유(酉)·술(戌)·해(亥)의 12가지이다.
사주는 간지로 나타내는데 '간(干)'은 10가지이므로 '십간'이라 하고, 사주의 윗 글자에 쓰이므로 '천간(天干)'이라고도 한다. '지(支)'는 12가지이므로 '십이지'라 하고, 사주의 아랫 글자에 쓰이므로 '지지(地支)'라고도 한다. 간지를 교합하면 '갑자(甲子)'부터 '계해(癸亥)'까지 60개의 조합이 나오기 때문에 이를 육십갑자(六十甲子)라 한다. 예를 들어, 1911년 양력 8월 26일 오후 6시에 태어난 사람의 사주는 신해(辛亥 : 연주)·병신(丙申 : 월주)·무진(戊辰 : 일주)·신유(辛酉 : 시주)와 같이 된다. 1915년이 을묘년이고 60년후에 1975년 다시 을묘년이 된다. 60년마다 같은 사주팔자가 나올 수 있다.

### 지장간
지장간(支藏干)은 2~3가지의 천간이 각 지지의 음양오행을 결정하는 것을 말한다. 지장간은 앞달로부터 남아있는 기운인 여기(餘氣), 지지 간의 합 등으로 인해 중화되는 기운인 중기(中氣), 지지의 본 오행에 알맞게 넣은 기운인 정기(正氣)가 있다. 지지별 지장간은 아래 표와 같다.
| 지지 | 지장간 | 지장간 | 지장간 |
| 지지 | 여기   | 중기   | 정기   |
| ---- | ------ | ------ | ------ |
| 子   | 壬     | 없음   | 癸     |
| 丑   | 癸     | 辛     | 己     |
| 寅   | 戊     | 丙     | 甲     |
| 卯   | 甲     | 없음   | 乙     |
| 辰   | 乙     | 癸     | 戊     |
| 巳   | 戊     | 庚     | 丙     |
| 午   | 丙     | 己     | 丁     |
| 未   | 丁     | 乙     | 己     |
| 申   | 戊     | 壬     | 庚     |
| 酉   | 庚     | 없음   | 辛     |
| 戌   | 辛     | 丁     | 戊     |
| 亥   | 戊     | 甲     | 壬     |

## 십이운성
십이운성(十二運星) 또는 포태법(胞胎法)은 우주 삼라만상의 생성, 쇠퇴, 소멸의 이치와 같이 인간 또한 태어나서 죽음을 맞을 때까지 겪게 되는 생로병사 과정을 12단계로 나누어서 인간의 인생을 설명하려는 이론이다. 십이운성은 마치 출생과 더불어 생로병사가 있듯이 오행에도 계절의 작용에 따라 왕쇠강약이 있는 것으로 본다. 십이운성은 태(胎), 양(養), 장생(長生), 목욕(沐浴), 관대(冠帶), 건록(建祿), 제왕(帝旺), 쇠(衰), 병(病), 사(死), 묘(墓), 절(絶)이다.

### 일간별 십이운성
아래 표는 일간별 십이운성이다.
| 일간 | 子   | 丑   | 寅   | 卯   | 辰   | 巳   | 午   | 未   | 申   | 酉   | 戌   | 亥   |
| ---- | ---- | ---- | ---- | ---- | ---- | ---- | ---- | ---- | ---- | ---- | ---- | ---- |
| 甲   | 목욕 | 관대 | 건록 | 제왕 | 쇠   | 병   | 사   | 묘   | 절   | 태   | 양   | 장생 |
| 乙   | 병   | 쇠   | 제왕 | 건록 | 관대 | 목욕 | 장생 | 양   | 태   | 절   | 묘   | 사   |
| 丙   | 태   | 양   | 장생 | 목욕 | 관대 | 건록 | 제왕 | 쇠   | 병   | 사   | 묘   | 절   |
| 丁   | 절   | 묘   | 사   | 병   | 쇠   | 제왕 | 건록 | 관대 | 목욕 | 장생 | 양   | 태   |
| 戊   | 태   | 양   | 장생 | 목욕 | 관대 | 건록 | 제왕 | 쇠   | 병   | 사   | 묘   | 절   |
| 己   | 절   | 묘   | 사   | 병   | 쇠   | 제왕 | 건록 | 관대 | 목욕 | 장생 | 양   | 태   |
| 庚   | 사   | 묘   | 절   | 태   | 양   | 장생 | 목욕 | 관대 | 건록 | 제왕 | 쇠   | 병   |
| 辛   | 장생 | 양   | 태   | 절   | 묘   | 사   | 병   | 쇠   | 제왕 | 건록 | 관대 | 목욕 |
| 壬   | 제왕 | 쇠   | 병   | 사   | 묘   | 절   | 태   | 양   | 장생 | 목욕 | 관대 | 건록 |
| 癸   | 건록 | 관대 | 목욕 | 장생 | 양   | 태   | 절   | 묘   | 사   | 병   | 쇠   | 제왕 |

## 십성(육친)
십성(十星)이란 명리학의 용어로 열 종류의 별(星), 또는 열 종류의 신(神)을 의미하며, 사주팔자에서 일간(日干) 오행을 기준으로 다른 곳의 간지와의 상생(相生) 상극(相剋)관계를 음양오행에 따라 10가지로 분류한 것이 십성(十星)이다. 십성은 비견(比肩), 겁재(劫財), 식신(食神), 상관(傷官), 편재(偏財), 정재(正財), 편관(偏官), 정관(正官), 편인(偏印), 정인(正印)이다.
비견과 겁재를 묶어서 비겁(比劫), 식신과 상관을 묶어서 식상(食傷), 편재와 정재를 묶어서 재성(財星), 편관과 정관을 묶어서 관성(官星), 편인과 정인을 묶어서 인성(印星)이라고 한다.
비겁(比劫)은 형제 자매, 식상(食傷)은 여명으로 자식, 재성(財星)은 부친 남명으로 아내, 관성(官星)은 여명으로 남편, 인성(印星)은 모친을 나타낸다.
연주궁은 부모, 월주궁은 형제 선배, 일주궁은 동료 배우자, 시주궁은 자식 후배 부하 사돈(외가, 형제 동료 자식의 장인 장모) 의미하며 시주성이 월주궁에 있으면 명주보다 나이 많은 부하로 볼 수 있다.

### 십성의 분류
십성의 분류를 정리하면 아래 표와 같다.
| 십성 | 오행 관계 | 음양의 일치 여부 |
| ---- | --------- | ---------------- |
| 비견 | 동일      | 일치             |
| 겁재 | 동일      | 불일치           |
| 식신 | 가생      | 일치             |
| 상관 | 가생      | 불일치           |
| 편재 | 가극      | 일치             |
| 정재 | 가극      | 불일치           |
| 편관 | 피극      | 일치             |
| 정관 | 피극      | 불일치           |
| 편인 | 피생      | 일치             |
| 정인 | 피생      | 불일치           |

| 일간 | 甲   | 乙   | 丙   | 丁   | 戊   | 己   | 庚   | 辛   | 壬   | 癸   |
| ---- | ---- | ---- | ---- | ---- | ---- | ---- | ---- | ---- | ---- | ---- |
| 甲   | 비견 | 겁재 | 식신 | 상관 | 편재 | 정재 | 편관 | 정관 | 편인 | 정인 |
| 乙   | 겁재 | 비견 | 상관 | 식신 | 정재 | 편재 | 정관 | 편관 | 정인 | 편인 |
| 丙   | 편인 | 정인 | 비견 | 겁재 | 식신 | 상관 | 편재 | 정재 | 편관 | 정관 |
| 丁   | 정인 | 편인 | 겁재 | 비견 | 상관 | 식신 | 정재 | 편재 | 정관 | 편관 |
| 戊   | 편관 | 정관 | 편인 | 정인 | 비견 | 겁재 | 식신 | 상관 | 편재 | 정재 |
| 己   | 정관 | 편관 | 정인 | 편인 | 겁재 | 비견 | 상관 | 식신 | 정재 | 편재 |
| 庚   | 편재 | 정재 | 편관 | 정관 | 편인 | 정인 | 비견 | 겁재 | 식신 | 상관 |
| 辛   | 정재 | 편재 | 정관 | 편관 | 정인 | 편인 | 겁재 | 비견 | 상관 | 식신 |
| 壬   | 식신 | 상관 | 편재 | 정재 | 편관 | 정관 | 편인 | 정인 | 비견 | 겁재 |
| 癸   | 상관 | 식신 | 정재 | 편재 | 정관 | 편관 | 정인 | 편인 | 겁재 | 비견 |

| 일간 | 子   | 丑   | 寅   | 卯   | 辰   | 巳   | 午   | 未   | 申   | 酉   | 戌   | 亥   |
| ---- | ---- | ---- | ---- | ---- | ---- | ---- | ---- | ---- | ---- | ---- | ---- | ---- |
| 甲   | 정인 | 정재 | 비견 | 겁재 | 편재 | 식신 | 상관 | 정재 | 편관 | 정관 | 편재 | 편인 |
| 乙   | 편인 | 편재 | 겁재 | 비견 | 정재 | 상관 | 식신 | 편재 | 정관 | 편관 | 정재 | 정인 |
| 丙   | 정관 | 상관 | 편인 | 정인 | 식신 | 비견 | 겁재 | 상관 | 편재 | 정재 | 식신 | 편관 |
| 丁   | 편관 | 식신 | 정인 | 편인 | 상관 | 겁재 | 비견 | 식신 | 정재 | 편재 | 상관 | 정관 |
| 戊   | 정재 | 겁재 | 편관 | 정관 | 비견 | 편인 | 정인 | 겁재 | 식신 | 상관 | 비견 | 편재 |
| 己   | 편재 | 비견 | 정관 | 편관 | 겁재 | 정인 | 편인 | 비견 | 상관 | 식신 | 겁재 | 정재 |
| 庚   | 상관 | 정인 | 편재 | 정재 | 편인 | 편관 | 정관 | 정인 | 비견 | 겁재 | 편인 | 식신 |
| 辛   | 식신 | 편인 | 정재 | 편재 | 정인 | 정관 | 편관 | 편인 | 겁재 | 비견 | 정인 | 상관 |
| 壬   | 겁재 | 정관 | 식신 | 상관 | 편관 | 편재 | 정재 | 정관 | 편인 | 정인 | 편관 | 비견 |
| 癸   | 비견 | 편관 | 상관 | 식신 | 정관 | 정재 | 편재 | 편관 | 정인 | 편인 | 정관 | 겁재 |

단, 지지 자체에는 십성이 없다. 지장간에만 십성이 있다. 보통 지장간 정기가 강하기 때문에 지장간 정기의 십신을 지지의 십신처럼 부르는 일이 잦은데 헷갈려선 안 된다.

## 십이신살
십이신살이란 십간과 십이지지를 기준으로 각각의 사주팔자에 미치는 영향을 추론하는데 이용되는 강력한 명리학 도구이다. 겁, 재, 천, 지, 년, 월, 망, 장, 반, 역, 육, 화로 구성되며 겁살은 빼앗김, 재살은 재앙, 천살은 기이한 사건, 지살은 평안함, 년살은 도화살과 유사함, 월살은 고초살, 망신살은 망신을 당함, 장성살은 리더십, 반안살은 벼슬에 오름, 역마살은 떠돌이인생, 육해살은 해코지, 화개살은 화려함을 의미한다. 구체적인 예를 들면, 갑목은 해수에서부터 지살로 시작되어 인목은 망신살이 되는데 갑목이 사주팔자의 천간에 있는 경우 지지에 있는 인목은 망신을 당하는 사건이 발생하기 쉽다고 본다.
아래 표는 삼합의 오행에 따른 십이신살 표이다.
| 삼합의 오행 | 子     | 丑     | 寅     | 卯     | 辰     | 巳     | 午     | 未     | 申     | 酉     | 戌     | 亥     |
| ----------- | ------ | ------ | ------ | ------ | ------ | ------ | ------ | ------ | ------ | ------ | ------ | ------ |
| 木          | 연살   | 월살   | 망신살 | 장성살 | 반안살 | 역마살 | 육해살 | 화개살 | 겁살   | 재살   | 천살   | 지살   |
| 火          | 재살   | 천살   | 지살   | 연살   | 월살   | 망신살 | 장성살 | 반안살 | 역마살 | 육해살 | 화개살 | 겁살   |
| 金          | 육해살 | 화개살 | 겁살   | 재살   | 천살   | 지살   | 연살   | 월살   | 망신살 | 장성살 | 반안살 | 역마살 |
| 水          | 장성살 | 반안살 | 역마살 | 육해살 | 화개살 | 겁살   | 재살   | 천살   | 지살   | 연살   | 월살   | 망신살 |

## 용신
개인에게 있어 생명이 가장 중요하고 보호되어야 하듯이 자신의 안위를 위해 일간이 적당히 강한 사주가 좋다. 이런 일반론적 관점으로 보면 용신은 사주팔자들 간의 상호작용을 감안하여 일간의 안위가 지켜지는데 결정적인 역할을 하고 있는 십간 또는 지지가 된다. 그 다음으로 삶에 있어 재물과 명예 등 다른 가치가 중요하다고 본다면 균형을 해치는 기신이더라도 다른 오행을 쓸 수도 있으며 이 때의 용신은 쓸 용의 개념으로 볼 수 있다.

## 대운 세운
사주팔자에 따르면 월주의 가장 역량이 크며, 이로부터 도출되어 10년 단위로 영향을 미치는 대운이 가장 중요한 유운이다. 또한, 육친(특히 년간 부친과 년지 모친)들의 심리상태를 추론하는데 유용한 1년 단위의 유년(세운)이 있다.

## 사주 쟁점
같은 사주이나 상반된 삶을 사는 경우가 있다. 이것은 시대 배경, 환경, 집안 내력, 부모가 어떠한지에 따라서 달라질 수 있다고 보며 부모를 어떤 공간의 개념으로 볼 수 있다. 같은 사주가 똑같은 삶의 살아간다는 것에는 무리가 있으며 내륙, 물가, 더운 지방, 추운 지방, 유복한 가정, 가난한 가정이라는 환경적인 조건의 차이가 삶에 변화를 준다. 부모, 형제 가족환경의 차이와 배우자의 영향력이 크게 작용한다. 삶에 영향을 미치는 요소는 5가지로 성장하고 생활하는 환경, (풍수)지리적 환경, 사주, 생김새(용모,관상), 자기수양 즉 문택명용수(門宅命容修)라 할 수 있다.
쌍둥이 사주와 자시(子時)의 적용, 썸머타임(summer time), 남반구 태생, 한반도와 정반대편에서 태어난 외국인 등에 대한 감명의 기준 등도 논란이 있다.

## 명리학 고전
- 적천수 (滴天髓) - 명나라 개국공신 유백온이 저술했다는 것이 정설이다.
- 난강망 (爛江網) - 작가 미상
- 자평진전(子平眞詮) - 자평 심효점의 저술이다.
- 연해자평(淵海子平) - 중국 남송의 서승이 저술한 것으로 전해지고 있다.
- 삼명통회(三命通會)
- 명리정종(命理正宗)

## 같이 보기
- 간지
- 음양오행설
- 무경칠서 & 무경십서
- 풍수
- 관상학
- 철학관
- 만세력
- 운세

## 참고 자료
- 감경렬 (2013년 11월 29일). “사주팔자, 어디까지 믿으시나요?” (HTML). 오마이뉴스.
- 이원진 (2016년 2월 14일). ““사주는 결정론 아닌 가능론” 석·박사 따러 전문직 몰려”. 중앙선데이. 2016년 5월 6일에 원본 문서 (HTML)에서 보존된 문서.

## 관련 문헌
- 알버트, 《내 사주는 내가 본다》, 소울소사이어티
- 백영관 (1983). 《사주정설(비전)》. 명문당. ISBN 9788972700685(8972700681) |isbn= 값 확인 필요: invalid character (도움말).
- 박정윤·김인호, 《물상론 사주명조 사례집 시리즈》, 북씽크, 육효와 사주 물상편(백송학당)
- 고해정, 《사주학정해 상중하》, 한빛출판미디어
- 송성엽, 《십천간의 순서 증명 시리즈》, 보민출판사